# Таможня

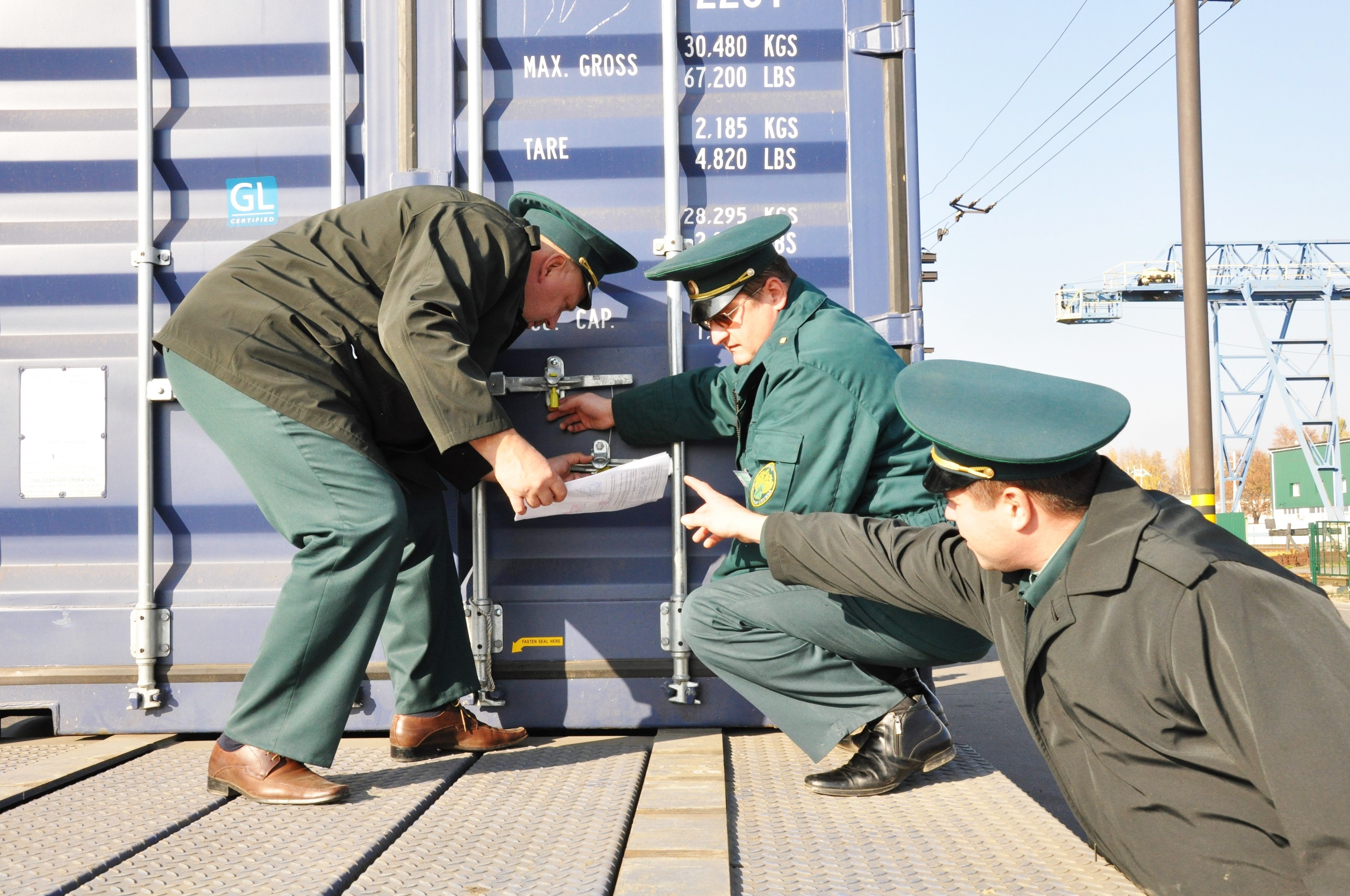
Российские таможенники проверяют контейнер в Белгородской области, 2011 год

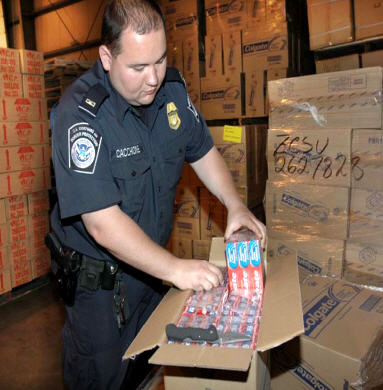
Сотрудник Погранично-таможенной службы США выявляет зубную пасту с поддельным товарным знаком.

Тамо́жня — государственный орган, обеспечивающий порядок перемещения через таможенную границу товаров и транспортных средств, вещей и иных предметов, применение таможенных процедур и взимание таможенных платежей, производящий таможенный контроль и таможенное оформление.

## Происхождение слова

Нарукавная нашивка украинского таможенника, 2000-е годы

Слово «таможня» произошло от монгольского и тюркского (узбекского, казахского, татарского и др.) слова «тамга», означавшего у кочевых народов Средней Азии клеймо, которое обычно ставилось на различные предметы в качестве знака собственности. В Древней Руси в период Золотой Орды тамгой именовалась торговая пошлина. У тюркских кочевых племён тамга ставилась в первую очередь на скот (лошадей) и различные предметы, представляющие особую ценность. Тамга могла обозначать как принадлежность скота или имущества как отдельному владельцу, так и определённому роду/племени (родовая тамга и т. д.).
На Руси ряд платежей, которые было поручено взимать местным русским князьям, назывались «мыт».
В старину таможню называли мытня, мытница. В ряде славянских языков это название используется и поныне, в частности, в белорусском таможня — мытня, аналогично в украинском — митниця (мытныця), и также в болгарском — митница.

## История
Купцы в древности часто «добровольно» откупались от разбойников, а также от правителей земель, по которым они передвигались. Эти платежи и были прообразом будущих таможенных сборов. Купеческие караваны нуждались в остановках в пути, места этих остановок были также местами торговли, поэтому за пользование складочными местами правители стали взимать сборы. Сбор таможенных пошлин также производился в морских портах.
С развитием торговли встала задача контроля за ввозом и вывозом товаров. В связи с этим стали устанавливаться определённые правила провоза товаров и уплаты государственной казне таможенных пошлин и сборов с ввозимых и вывозимых из страны товаров. В свою очередь, установление контроля над провозом товаров потребовало создания специальных государственных учреждений.
В средние века и в XVI—XVIII веках существовали таможни не только по внешним границам государств для контроля и таможенных сборов с товаров по внешнему товарообороту, но и внутри государств для взимания внутренних таможенных сборов. Позже от них отказались.

### История таможенной службы России
В 1649 году было принято Соборное уложение, являющееся первым систематизированным законом в истории России, в котором были разделы, касающиеся работы таможенных служб. В 1653 году был принят Таможенный устав, в 1667 году — Новоторговый устав.
Во второй половине XVII века сбором таможенных доходов занимался Приказ Большой казны, затем таможенная служба перешла в подчинение Коммерц-коллегии, созданной в 1715 году. В 1802 году таможенная служба была подчинена Министерству коммерции. После его ликвидации в 1811 году таможенная служба была передана в Департамент внешней торговли Министерства финансов.
После Октябрьской революции таможенная служба перешла под контроль созданного в 1918 году Главного управления таможенного контроля Народного комиссариата торговли и промышленности РСФСР. В 1920 году она была подчинена созданному Народному комиссариату внешней торговли РСФСР, а затем — Народному комиссариату внешней торговли. С 1946 года по 1986 год она была подчинена Министерству внешней торговли СССР.

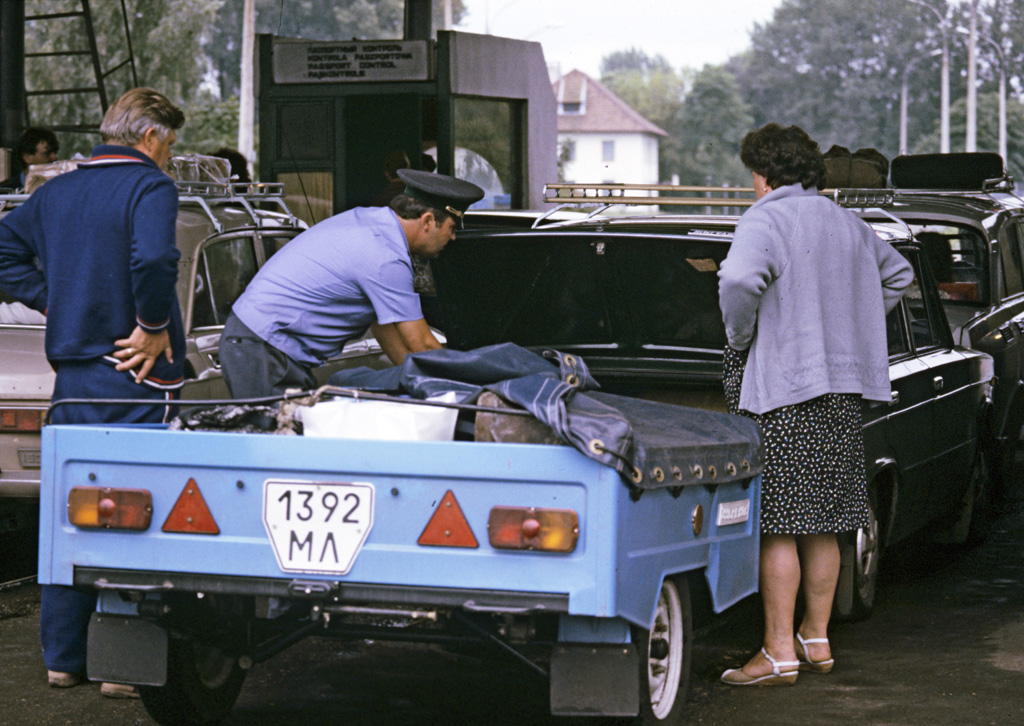
Таможенный контроль на контрольно-пропускном пункте «Брест», 1990 год

Лишь в 1986 году в СССР появилось самостоятельное таможенное ведомство — Главное управление государственного таможенного контроля при Совете министров СССР.
25 октября 1991 года был образован Государственный таможенный комитет РСФСР, который 9 марта 2004 года был преобразован в Федеральную таможенную службу.

## Декларирование товаров
В России
В соответствии с законодательством РФ декларирование товаров производится путём представления таможенному органу в таможенной декларации или иным способом, предусмотренным Таможенным кодексом РФ, в письменной, устной, электронной или конклюдентной форме сведений о товарах, об их таможенном режиме и других сведений, необходимых для таможенных целей. Таможенный кодекс РФ утратил силу.
В Таможенном союзе
Со вступлением в силу Таможенного кодекса Таможенного союза пунктом 3 статьи 179 ТК ТС предусматривается возможность таможенного декларирования в письменной и (или) электронной форме с использованием таможенной декларации. Декларирование товаров производится декларантом либо таможенным представителем по выбору декларанта.

## Коррупция
Возникновению коррупции в таможенной службе способствует сочетание следующих факторов:
- монополизация административных функций;
- дискреционная власть (власть человека над распределением не принадлежащих ему ресурсов по своему усмотрению);
- неэффективная система контроля и подотчетности;
- контроль над потоками товаров, дающий возможность таможенным органам оказывать существенное влияние на коммерческую деятельность компаний;
- необходимость препятствовать ввозу в страну незаконных товаров и крупномасштабной контрабанде делает сотрудников таможни уязвимыми для организованной преступности[4];
- низкий уровень заработной платы должностных лиц таможенных органов;
- слабая социальная защищённость должностных лиц таможенных органов.

Сокращению коррупционных мотивов и возможностей могут способствовать такие меры, как укрепление профессиональной элитарности, создание условий для карьерного роста, конкурентоспособная зарплата, наказание за коррупционное поведение; создание понятной правовой базы, уменьшающей дискреционные полномочия, усиление надзора и контроля, обеспечение прозрачности таможенных процедур, ротация кадров и усиление внутреннего и внешнего контроля.

## Профессиональный праздник
День таможенника как профессиональный праздник установлен как:
- День таможенника Республики Армения (4 января)
- День таможенника Республики Таджикистан (22 января)
- День таможенной службы Республики Узбекистан (26 января)
- День работников таможенной службы Азербайджана (30 января)
- День таможенной службы Украины (25 июня)
- День таможенника Республики Беларусь (20 сентября)
- День таможенника Абхазии (27 сентября)
- День таможенника Приднестровской Молдавской Республики (1 октября)
- День таможенника Российской Федерации (25 октября)
- День работников таможенных органов Туркменистана (4 ноября)
- День работника таможенной службы Южной Осетии (7 ноября)
- День сотрудников таможенных органов Республики Казахстан (12 декабря)
- День таможенника Кыргызской Республики (31 декабря)